# 푸른거탑 리턴즈
《푸른거탑 리턴즈》는 2013년부터 tvN에서 종영 방송된 《푸른거탑》 시리즈의 마지막 작품이다. 전작인 《푸른거탑 제로》에서 등장하지 않았던 백봉기를 제외한 다른 인물들이 다시 출연한다.(대신 파견으로 설정되었다.)

## 기획 의도
푸른거탑은 국내 유일의 군 시츄에이션 드라마이다.
남자라면 누구나 가지고 있는 군 생활에 대한 추억을 하얀거탑같은 느낌을 주는 시트콤으로 포장해 남성에게는 군 생활에 대한 공감을, 여성에게는 말로만 들었던 군대의 일상을 보여주고 있다.

## 등장 인물

### 주요인물
- 최종훈 : 말년 병장 최종훈 역 (시즌2인 푸른거탑 제로에서는 44번 훈련병으로 등장)

제대를 눈 앞에 둔 말년 병장, 매사가 불평불만 투성이에 타의 추종을 불허하는 꾀병의 신. 드래곤볼을 즐긴다. 유행어는 말년에 OO라니 이런 젠장 이 있다. 잠시동안 음주운전 사건으로 인해 임시하차하였고, 극 중에서는 영창을 간 것으로 설정하였다. 그러나 시청자들의 열혈한 성원과 지지를 얻으며 14화부터 복귀했다. 이번 시즌 역시 한층 강력한 꼬장으로 돌아온다.
- 김재우 : 병장(분대장) 김재우 역

분대장, 겉으론 착한척 하지만 뒤에서 막강한 권력을 휘두르는 배후조종자, 말년 병장 최종훈과 앙숙. 3소대 최고 실력자.툭하면 돌직구를 날린다.
- 김호창 : 상병 김호창 역

소대 군기를 책임하는 실세, 단군 이래 최고의 싸이코라 불리는 인간 흉기. 후임들이 잘못하면 거울이랑 가위바위보를 시키거나 사진(겨울엔 눈사람)이랑 눈싸움을 시키는 둥 상상을 초월하는 가혹행위를 준다.사실 김호창은 출생당시부터 싸이코였다.쉽게 말해 어렸을때부터 성질이 악랄했다.그래서 최면을 통해서 선한 모습으로 만들어 놨다. 고등학교때까지는 선한 모습을 유지했다. 하지만 부작용이 있었다.선한 모습을 하고 난 뒤에 통증이 찾아온것같다.악랄한 모습하면 다시 긴장이 풀린다..
- 정진욱 : 일병 정진욱 역

약자에겐 극악무도하게 강하고 강자에겐 비굴하리만큼 약한 소인배계의 라이징 스타. 전남 해남 출신이다.
- 이용주 : 말년 이병 이용주 역

어리바리한 행동으로 늘 사건 사고를 일으키는 문제병사였으나 후임이 들어오고 선임으로서 모습을 보여주려고 마음먹지만 후임들의 사고를 수습을 못해 어리바리한 모습을 다시 보여준다.다른 선임과 달리 따뜻한 선행을 배푼다.
- 송영재 : 행보관 김봉남 상사 역 (시즌2인 푸른거탑 제로에서는 중사 소대장으로 등장)

부대의 행정을 좌지우지 하는 실력자.입만 열면 잔소리를 하는 잔소리의 神. 말년의 최대의 천적. 1978년생 (35세)이라고는 믿기지 않는 최강의 노안. 말년 최종훈을 못잡아먹어 안달인 듯 하다.다방 레지 미스 김(이수정)과 연인에서 결국 결혼까지 했다..
- 박영재 :중대장 유영재 역

3소대 절대 카리스마 중대장으로 알고보면 인간미가 넘치고 따뜻하다.
- 황제성 : 소대장 황제성 소위 역

3소대에 새로 부임한 소대장으로 3소대원과 대립관계가 만들어진 예정이다. 간부 교육대를 수석으로 졸업한 엘리트지만 알고보면 무개념이면서 소심한 헛똑똑이다.중대장의 조언으로 카리스마있는 간부로 설정됐다.너무 순진해서 소대원들한테 쉽게 속는다.잘못된 지식을 우겨서 소대원들한테 전해주다가 오히려 망신을 당한다.김분대장과 앙숙이기도 하다.
- 김성원  : 이병 김덕팔 (영,미국명 케빈) 역

미국 영주권을 포기하고 자원 입대한 교포 신병.(마이에미에서 12년 거주) 최말년의 영어과외를 도와주다가 골치아파서 카투사로 전출갔다. 그러나 카투사 마저도 적응도 못하고 3소대로 돌아왔다.여전히 한국문화에 적응을 못해 멘붕을 겪는다.
- 송광원 : 이병 송광원 역

꽃미남 뮤지컬배우 출신의 신병 3소대의 비주얼을 담당하지만...고참들의 무리한 요구로 상처를 받는다.

### 특별출연
- 이정성 : 배우 태성기
- 박초은 : 여자친구 역
- 정시연 : 김하나 하사 역
- 홍성덕 : 대대장 중령 이성덕 역
- 이상민, 이상호 : 쌍둥이 선임 역
- 정동남 : 사단장 역
- 이장훈 : 대대장(2회) 역
- 조엘 로버츠
- 최성재 : 소대장 중위 최성재 역
- 강이석 : 왕십리 장비동자 신병 역
- 김필수 : 김 병장 역
- 파스칼 디오르 : 군런웨이 편 모델
- 황복순 : 간호사 김아중 역
- 김명훈 : 연대장 역
- 신담수 : 나희승 병장 역

## 에피소드 및 줄거리
| 회차 | 방송일           | 에피소드 | 에피소드 |
| 회차 | 방송일           | #        | 내용 |
| ---- | ---------------- | -------- | --- |
| 1    | 2013년 11월 27일 | 제 1 화  | 굴러온 돌이 박힌 돌을 빼내는 건 생각보다 꽤 힘들다는 걸 넌 왜 모르니? 지켜주고 싶게! (굴러온 돌이 박힌 돌을...)                                                            |
| 1    | 2013년 11월 27일 | 제 2 화  | 목욕탕에서 먹는 사이다와 맥반석 계란은 꿀맛이지만 잘못하면 체한다. (맥반석 계란은 꿀맛이지만...)                                                                           |
| 2    | 2013년 12월 4일  | 제 3 화  | 사나이에게 자존심이란 목숨보다 소중한 거라고 말하지만 언젠가 자존심 보단 목숨이 훨씬 더 중요하다는 걸 깨달을 날이 올 거다! (사나이에게 자존심이란...)                      |
| 2    | 2013년 12월 4일  | 제 4 화  | 인간의 본성이 선천적으로 착하다는 성선설과 선천적으로 약하다는 성악설의 대립이 2013년엔 결론이 날 것인가, 말 것인가? 별로 궁금하진 않지만... (성선설과 성악설의 대립이...) |
| 3    | 2013년 12월 11일 | 제 5 화  | 네덜란드 소년은 나라를 구하기 위해, 헨젤과 그레텔은 무사히 집으로 돌아오기 위해, 하지만 이병 정진욱은 대체 무엇을 위하여... (네덜란드 소년은...)                           |
| 3    | 2013년 12월 11일 | 제 6 화  | 아버지 |
| 4    | 2013년 12월 18일 | 제 7 화  | 말년의 저주 파이널 데스티네이션 (말년 데스티네이션) |
| 4    | 2013년 12월 18일 | 제 8 화  | 우리는 모차르트와 동시대에 살았던 살리에르를 2인자라며 가볍게 여기지만 사실 2인자라는 것도 아무나 할 수 없는 엄청 훌륭한 거니까 홍진호 화이팅! (우리는 모차르트와...)      |
| 5    | 2013년 12월 25일 | 제 9 화  | 크리스마스에 눈이 내리면 당신들이야 좋겠지만 최전방의 어떤... 알랑가 몰라? (최악의 크리스마스 배틀)                                                                        |
| 6    | 2014년 1월 1일   | 제 10 화 | 황소위 VS 김분대장 VS 행보관 (황소위 VS 김분대장) |
| 6    | 2014년 1월 1일   | 제 11 화 | 악몽의 불침번 |
| 7    | 2014년 1월 8일   | 제 12 화 | 응답하라! 상속자들! 그리고 챔피언스 족구리그! (챔피언스 족구리그) |
| 7    | 2014년 1월 8일   | 제 13 화 | 부조리와의 전쟁- 짬찌들 전성시대 (부조리와의 전쟁) |
| 8    | 2014년 1월 15일  | 제 14 화 | 세상에서 가장 아까운 휴가! |
| 8    | 2014년 1월 15일  | 제 15 화 | 황소위! 이 죽일 놈의 사랑! (이 죽일 놈의 사랑) |
| 9    | 2014년 1월 22일  | 제 16 화 | 산수자들 - 사단장이 되려는 자 그 무게를 견뎌라 (사단장이 되려는 자 그 무게를 견뎌라!)                                                                                      |
| 9    | 2014년 1월 22일  | 제 17 화 | 취사전쟁 - 최종병기 새총 |
| 10   | 2014년 1월 29일  | 제 18 화 | 너의 코골이가 들려! |
| 10   | 2014년 1월 29일  | 제 19 화 | 수지맞은 날! |
| 11   | 2014년 2월 5일   | 제 20 화 | 총기보관함 열쇠 분실사건의 전말 (총기보관함 열쇠 분실사건) |
| 11   | 2014년 2월 5일   | 제 21 화 | 왕십리 장비동자의 최후! |
| 12   | 2014년 2월 12일  | 제 22 화 | 식샤를 하다 키슈를 합시다 |
| 12   | 2014년 2월 12일  | 제 23 화 | 행보관과 초콜릿 공장 |
| 13   | 2014년 2월 19일  | 제 24 화 | 말년에 말뚝이라니! |
| 13   | 2014년 2월 19일  | 제 25 화 | 꾀병이시네요 |
| 14   | 2014년 2월 26일  | 제 26 화 | 굿바이 푸른거탑 |

## 시청률
- 미디어 리서치

| 회차        | 방송 일자        | AGB 닐슨 시청률 (전국) |
| ----------- | ---------------- | ---------------------- |
| 1           | 2013년 11월 27일 | 0.891%                 |
| 2           | 2013년 12월 4일  | 0.928%                 |
| 3           | 2013년 12월 11일 | 0.558%                 |
| 4           | 2013년 12월 18일 | 0.874%                 |
| 5           | 2013년 12월 25일 | 1.180%                 |
| 6           | 2014년 1월 1일   | 0.964%                 |
| 7           | 2014년 1월 8일   | 1.065%                 |
| 8           | 2014년 1월 15일  | 0.889%                 |
| 9           | 2014년 1월 22일  | 0.974%                 |
| 10          | 2014년 1월 29일  | 0.780%                 |
| 11          | 2014년 2월 5일   | 1.033%                 |
| 12          | 2014년 2월 12일  | 0.628%                 |
| 13          | 2014년 2월 19일  | 0.815%                 |
| 14          | 2014년 2월 26일  | 0.972%                 |
| 평균 시청률 | 평균 시청률      | 0.897%                 |

## 같이 보기
- 푸른거탑
- 환상거탑
- 푸른거탑 제로
- 황금거탑